# Bloodbath
I Bloodbath sono un supergruppo death metal svedese attivo dal 1998.

## Storia del gruppo

### Primi anni eResurrection Through Carnage
Verso la fine degli anni novanta Jonas Renkse e Anders Nyström, rispettivamente cantante e chitarrista dei Katatonia, decisero di dare vita a un progetto parallelo atto a celebrare il death metal.
Coinvolti Mikael Åkerfeldt degli Opeth e Dan Swanö degli Edge of Sanity, durante il mese di gennaio 1999 il gruppo si recò presso lo studio Sanctuary di proprietà di Swanö per dare vita ai primi brani. Firmato un contratto con la Century Media Records, nel 2000 venne pubblicato l'EP di debutto Breeding Death, composto da tre brani. Spinto dalla reazione positiva dei fan, i Bloodbath decisero di lavorare a un album completo. Due anni dopo venne dato alle stampe Resurrection Through Carnage.

### Nightmares Made Fleshe cambi di formazione

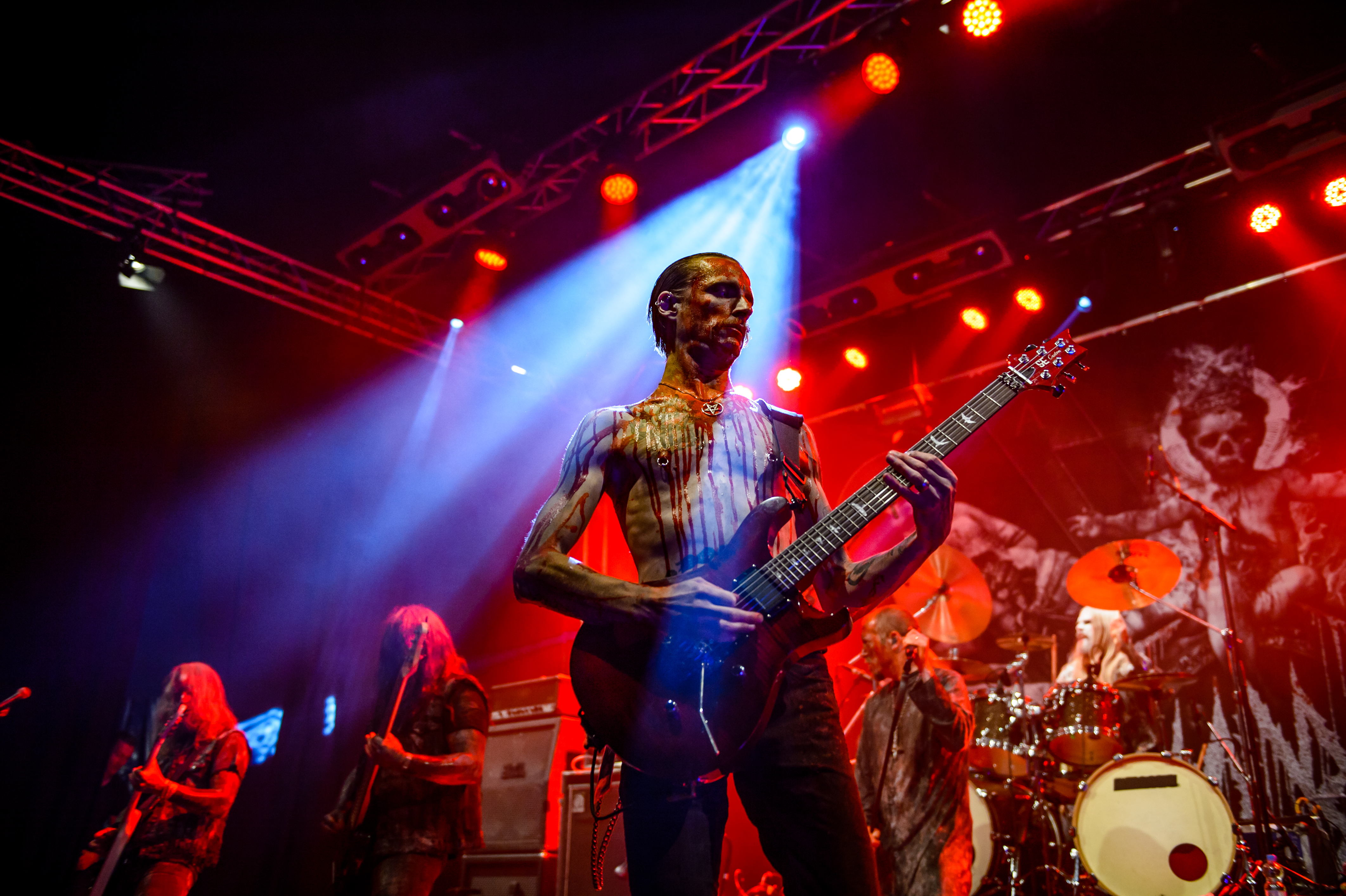
I Bloodbath al Dong Open Air 2016. In primo piano, Per Eriksson

Nel 2004 Åkerfeldt abbandonò i Bloodbath per poter dedicare più tempo agli Opeth, il suo gruppo principale: a rimpiazzarlo fu chiamato Peter Tägtgren degli Hypocrisy. Poco tempo dopo Swanö passò dalla batteria alla chitarra e il posto vacante fu ricoperto da Martin Axenrot. Con questa nuova formazione il gruppo realizzò e pubblicò il secondo album Nightmares Made Flesh.
Nel febbraio 2005 anche Tägtgren abbandonò la formazione a causa di problemi a conciliare il gruppo con altri progetti e lo stesso anno Åkerfeldt si presenta come cantante per un singolo show dal vivo al Wacken Open Air Festival in Germania il 5 agosto; il gruppo dichiarò tuttavia che il Wacken sarebbe stato il primo e ultimo concerto dei Bloodbath con Åkerfeldt alla voce. Nel settembre di quell'anno cominciò la ricerca di un nuovo cantante.
Nell'agosto 2006 anche Swanö lasciò la band per divergenze musicali. Stando al comunicato ufficiale Swanö intendeva dirigersi verso un approccio meno brutale, cosa che i restanti componenti non condividevano.

### The Fathomless Mastery
Nel gennaio 2008 viene annunciato il ritorno di Åkerfeldt alla voce, insieme al nuovo chitarrista Per Eriksson. La prima uscita con il cambio di formazione fu l'EP Unblessing the Purity, diffuso nel mese di marzo, a cui fece seguito l'album dal vivo The Wacken Carnage, che ritrae la band durante la loro unica esibizione dal vivo.
Nel mese di ottobre viene pubblicato il loro terzo album, The Fathomless Mastery.

### Anni 2010

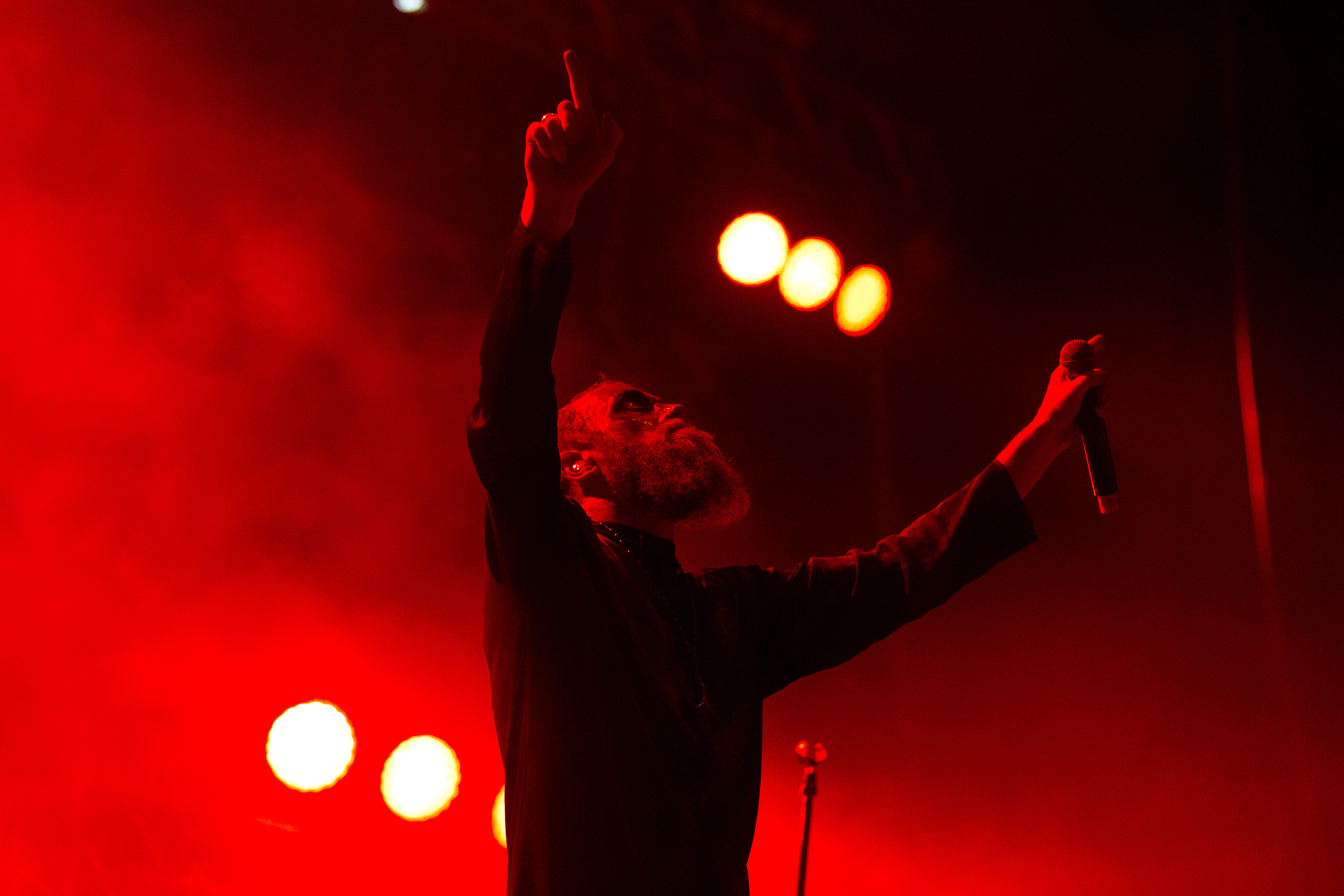
Nick Holmes con i Bloodbath al Party.San Metal Open Air 2016

Ad aprile 2012 lo stesso Mikael Åkerfeldt annuncia la sua uscita dalla band per la seconda volta, per lasciar spazio ad un nuovo cantante, che viene annunciato nel settembre del 2014: Nick Holmes, voce dei Paradise Lost. Lo stesso anno esce il primo album in studio con Holmes alla voce, Grand Morbid Funeral.
Nel 2017 Eriksson lascia i Bloodbath: lo sostituirà Joakim Karlsson, con cui la band pubblicherà un anno dopo il quinto album in studio The Arrow of Satan Is Drawn.

## Formazione
Attuale
- Anders Nyström – chitarra (1999-presente)
- Martin Axenrot – batteria (2004-presente)
- Nick Holmes – voce (2014-presente)
- Tomas Åkvik – chitarra (2022-presente)

Turnisti
- Niklas Sandin – basso (2018-presente)
- Waltteri Väyrynen – batteria (2018-presente)

Ex componenti
- Peter Tägtgren – voce (2004-2005)
- Dan Swanö – batteria (1999-2004), chitarra (2004-2006)
- Mikael Åkerfeldt – voce (1999-2003, 2008-2012)
- Per Eriksson – chitarra (2007-2017)
- Joakim Karlsson – chitarra (2018-2019)
- Jonas Renkse – basso (1999-2023)

## Discografia

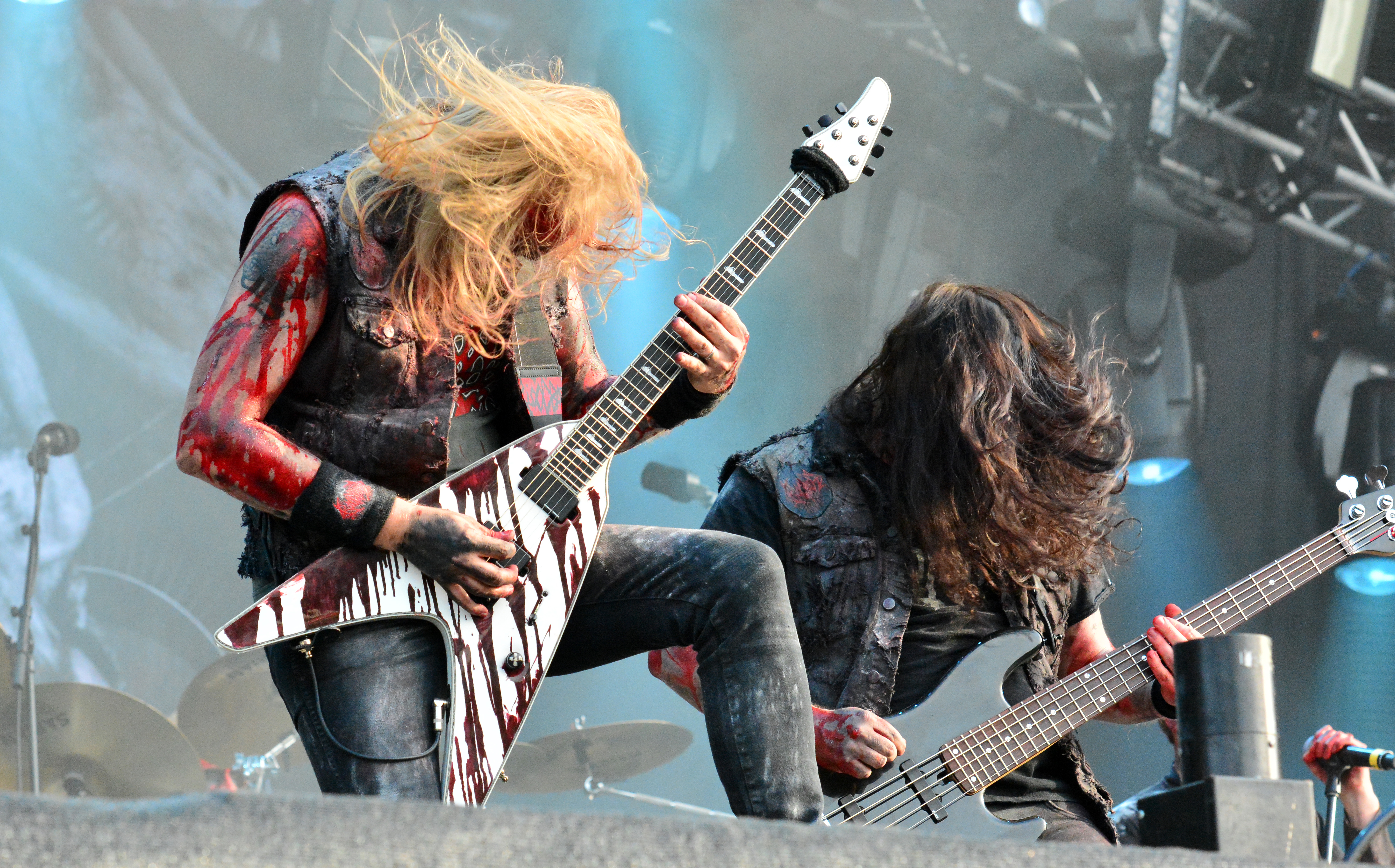
Nyström e Renske al Wacken Open Air 2015

### Album in studio
- 2002 – Resurrection Through Carnage
- 2004 – Nightmares Made Flesh
- 2008 – The Fathomless Mastery
- 2014 – Grand Morbid Funeral
- 2018 – The Arrow of Satan Is Drawn
- 2022 – Survival of the Sickest

### Album dal vivo
- 2008 – The Wacken Carnage

### EP
- 2000 – Breeding Death
- 2008 – Unblessing the Purity

## Videografia
- 2011 – Bloodbath Over Bloodstock